# Belgisches Statistikamt
Das Belgische Statistikamt (STATBEL), früher Generaldirektion der Statistik und der Wirtschaftsinformation (GDSWI), davor Statistisches Landesamt (SLA), ist Teil des belgischen Föderalen öffentlichen Dienstes Wirtschaft, K.M.U., Mittelstand und Energie. Es hat seinen Hauptsitz im World Trade Center (Gebäude III) in Brüssel (boulevard Simon Bolivar 30).
Das STATBEL veranstaltet Erhebungen bei belgischen Haushalten und Unternehmen, wertet behördliche Datenbanken (z. B. das Nationalregister) aus bzw. bearbeitet sie, und übermittelt Daten an belgische und internationale Behörden und Organisationen wie OECD und Eurostat.
Auf seiner Website (statbel.fgov.be) veröffentlicht Statbel Zahlenreihen, Pressemitteilungen und Studien. Dort können auch Datenbanken abgerufen werden.

## Aufgaben und Aufträge
Grundaufgabe des BELSTAT ist das Sammeln, Verarbeiten und Verbreiten relevanter, verlässlicher und sachkundig gedeuteter Zahlen zur belgischen Gesellschaft.
Unter ‘Sammeln’ versteht man das Einholen von Daten bei gesellschaftlichen und wirtschaftlichen Aktoren. Dies erfolgt anhand unmittelbarer bzw. indirekter Befragungen. Bei Erhebungen wird die zu untersuchende Grundgesamtheit unmittelbar von Erhebungsbeauftragten befragt, während bei indirekten Erhebungen behördliche Register (Datei der Sozialsicherheit, MwSt.-Register, Zentralregister der Unternehmen…) benutzt werden. Letztere Arbeitsweise wird zunehmend eingesetzt, da sie den Arbeitsaufwand und die Kosten für  Unternehmen  bzw. Privatpersonen verringert.
‘Verarbeiten’ von statistischen Daten beinhaltet in erster Stelle ein kritisches Bewerten der gemachten Angaben.
BELSTAT validiert die Antworten (prüft sie auf Gediegenheit und Wahrscheinlichkeit) und macht aus den Grunddaten Übersichtstabellen und Statistiken.
BELSTAT macht seine Arbeitsergebnisse allen interessierten Gruppen zugänglich:
- Staatsbehörden (alle belgischen politischen Körperschaften auf jeglicher Ebene, und auch internationale Einstellungen und Organisationen)
- Geschäftswelt (alle Unternehmen ungeachtet deren Größe oder Ziele)
- Gesellschaft (Forscher, Journalisten, Dozenten, Studenten und Bürger im Allgemeinen)

BELSTAT veröffentlicht statistische Informationen über:
- die Haushalte (Bevölkerungszahlen, Haushaltsbudget, Zeitverwendung, Reiseverhaltensmuster…)
- die Industrie, das Baugewerbe, den Handel und sonstige Dienstleistungen (Daten aus Erhebungen bei Unternehmen)
- die Konjunktur, in Form von Indizes (z. B. Verbraucherpreisindizes) und  Wirtschaftsindikatoren zu Industrieproduktion, Investitionen, Ausfuhr, Beschäftigung, Einzelhandel und dem Dienstleistungssektor…

## Erhebungen
BELSTAT macht Erhebungen u. a. über Arbeitskräfte, über Einkommen und Lebensbedingungen, über die Struktur und Verteilung der Löhne, über die Struktur der Unternehmen, ferner die Landwirtschaftserhebung, den Zensus 2011 (die erste gemeinsame Volkszählung in den EU-Mitgliedstaaten) und das Haushaltsbudget.
Zudem wirkt die Generaldirektion an einigen wichtigen Erhebungen anderer Organisationen mit. Beispiele dafür sind die Gesundheitserhebung des Wissenschaftlichen Instituts Volksgesundheit und die Zeitbudgeterhebung der Forschungsgruppe TOR der Freien Universität Brüssel (VUB). Auch andere staatliche Einrichtungen können die methodologische Expertise von BELSTAT nutzen.